# Campeonato Europeo de Patinaje Artístico sobre Hielo de 1910
El XV Campeonato Europeo de Patinaje Artístico sobre Hielo se realizó en Berlín (Alemania) en enero de 1910. Fue organizado por la Unión Internacional de Patinaje sobre Hielo (ISU) y la Unión Alemana de Patinaje sobre Hielo.

## Resultados
| Puesto | Nombre            | País     |
| ------ | ----------------- | -------- |
| Oro    | Ulrich Salchow    | Suecia   |
| Plata  | Werner Rittberger | Alemania |
| Bronce | Per Thorén        | Suecia   |

## Medallero
| Núm. | País     | Oro | Plata | Bronce | Total |
| ---- | -------- | --- | ----- | ------ | ----- |
| 1    | Suecia   | 1   | 0     | 1      | 2     |
| 2    | Alemania | 0   | 1     | 0      | 1     |
|      | TOTAL    | 1   | 1     | 1      | 3     |